# Prolegomena (Kant)
A Prolegomena minden leendő metafizikához, amely tudományként léphet majd fel (Prolegomena zu einer jeden künftigen Metaphysik, die als Wissenschaft wird auftreten können Immanuel Kant 1783-ban megjelent filozófiai munkája. A prolegomena görög szó, jelentése fogalmi alapozás, előzetes fogalmi tisztázás valamely tudomány bevezető kifejtésében, nagyobb munka előtanulmányában.
A német filozófus nagyszabású munkája, A tiszta ész kritikája két évvel korábban látott napvilágot. A Prolegomena megírásával Kant célja az volt, hogy világos áttekintést nyújtson a kritikában foglalt gondolatokról, és válaszoljon a munkájával kapcsolatos, szerinte megalapozatlan ellenvetésekre. Kant észkritikájának fogadtatása ugyan vegyes volt, abban azonban egyetértettek a recenzióírók, hogy a mű szerzője nem egyetemes érvényű gondolatokat, hanem sajátos tanításokat fogalmazott meg. Kant kénytelen volt rádöbbenni, hogy könyvét nem értették meg olvasói. Ezzel félreérthetetlenül akkor szembesült, amikor a Göttingische Gelehrten-Anzeigen közölte Christian Grave filozófus értékelését 1782. január 19-én.
A Prolegomena előszavában Kant jelzi, hogy munkáját nem a tanulók, hanem a tanárok kezébe szánja, nem azért, hogy „egy már meglévő tudományt rendszerezettebben adjanak elő, hanem hogy először e tudományt magát megalkossák”. Kant a műhöz írt előszavában arra figyelmezteti olvasóit, hogy A tiszta ész kritikájában leírt gondolatok megértéséhez teljességgel szakítaniuk kell eddigi metafizikai elképzeléseikkel. „Az emberi ész annyira szeret építkezni, hogy már többször emelt olyan tornyot, amelyet ismét lebontott, csak mert látni akarta, milyen alapzaton nyugszik. Sohasem túl késő okulni és észre térni; ám a későn jövő belátásnak mindig nehezebb érvényt szerezni” – írta.
Kant a Prolegomena megírása során olvasóként és kritikusként tekintett A tiszta ész kritikájára, és „már képes volt rá, hogy ne csak újból az olvasó elé tárja a sűrű szövésű egészet, de kihúzza belőle és megmutassa azokat a fő szálakat, amelyek összetartják.” A Prolegomena így bevezetést nyújt a kritika rendszeréhez, kiemelve annak fő alapgondolatait, értelmezve azokat. Mindezeken túl új elemek jelentek meg benn, amelyeket A tiszta ész kritikája második, 1787-ben megjelent kiadásába is átvezetett a szerző.

## Magyar kiadás
A Prolegomena 1999-ben jelent meg magyarul az Atlantisz gondozásában, fordítója John Éva és Tengelyi László volt.